# المشرفة (مصياف)
المشرفة قرية سورية تتبع ناحية عين حلاقيم في منطقة مصياف في محافظة حماة. بلغ عدد سكانها 1555 نسمة في عام 2004 حسب إحصاء المكتب المركزي للإحصاء.

## وصلات خارجية
- الوحدات الإدارية في محافظة حماة